# Reinaldo Kalari
Reinaldo Kalari (Tirana, 25 giugno 1984) è un allenatore di calcio, ex calciatore ed ex giocatore di calcio a 5 albanese, di ruolo difensore.

## Carriera
Cresciuto nel Tirana, ha debuttato nella massima serie albanese nel 2007 con la maglia del Kastrioti.

## Statistiche

### Presenze e reti nei club
Statistiche aggiornate al 12 maggio 2019.
| Stagione                | Squadra                 | Campionato              | Campionato | Campionato | Coppe nazionali | Coppe nazionali | Coppe nazionali | Coppe continentali | Coppe continentali | Coppe continentali | Altre coppe | Altre coppe | Altre coppe | Totale | Totale |
| Stagione                | Squadra                 | Comp                    | Pres       | Reti       | Comp            | Pres            | Reti            | Comp               | Pres               | Reti               | Comp        | Pres        | Reti        | Pres   | Reti   |
| ----------------------- | ----------------------- | ----------------------- | ---------- | ---------- | --------------- | --------------- | --------------- | ------------------ | ------------------ | ------------------ | ----------- | ----------- | ----------- | ------ | ------ |
| 2003-2004               | Tirana                  | KS                      | ?          | ?          | CA              | 0               | 0               | -                  | -                  | -                  | -           | -           | -           | 0+     | 0+     |
| 2004-2005               | Tirana                  | KS                      | ?          | ?          | CA              | 0               | 0               | -                  | -                  | -                  | -           | -           | -           | 0+     | 0+     |
| 2005-2006               | Shkumbini               | KS                      | 0          | 0          | CA              | 0               | 0               | -                  | -                  | -                  | -           | -           | -           | 0+     | 0+     |
| 2006-gen. 2007          | Tirana                  | KS                      | 0          | 0          | CA              | 0               | 0               | -                  | -                  | -                  | -           | -           | -           | 0+     | 0+     |
| gen.-giu. 2007          | Kastrioti               | KS                      | 13         | 1          | CA              | 0               | 0               | -                  | -                  | -                  | -           | -           | -           | 13     | 1      |
| 2007-2008               | Kastrioti               | KS                      | 22         | 3          | CA              | 0               | 0               | -                  | -                  | -                  | -           | -           | -           | 22     | 3      |
| 2008-gen. 2009          | Partizani Tirana        | KS                      | 13         | 0          | CA              | 2               | 0               | -                  | -                  | -                  | -           | -           | -           | 15     | 0      |
| gen.-giu. 2009          | Kastrioti               | KP                      | ?          | ?          | CA              | 1               | 0               | -                  | -                  | -                  | -           | -           | -           | 1+     | 0+     |
| 2009-2010               | Kastrioti               | KS                      | 29         | 3          | CA              | 1               | 0               | -                  | -                  | -                  | -           | -           | -           | 30     | 3      |
| 2010-2011               | Kastrioti               | KS                      | 23         | 1          | CA              | 0               | 0               | -                  | -                  | -                  | -           | -           | -           | 23     | 1      |
| 2011-2012               | Tirana                  | KS                      | 17         | 1          | CA              | 14              | 0               | UEL                | 2                  | 0                  | SA          | 1           | 0           | 34     | 1      |
| 2012-gen. 2013          | Tirana                  | KS                      | 2          | 0          | CA              | 2               | 0               | UEL                | 2                  | 0                  | SA          | 1           | 0           | 7      | 0      |
| gen.-giu. 2013          | Kastrioti               | KS                      | 11         | 2          | CA              | 2               | 0               | -                  | -                  | -                  | -           | -           | -           | 13     | 2      |
| Totale Kastrioti        | Totale Kastrioti        | Totale Kastrioti        | 98         | 10         |                 | 4               | 0               |                    | -                  | -                  |             | -           | -           | 102    | 10     |
| 2013-2014               | Tirana                  | KS                      | 17         | 0          | CA              | 3               | 0               | -                  | -                  | -                  | -           | -           | -           | 20     | 0      |
| 2014-2015               | Tirana                  | KS                      | 23         | 0          | CA              | 5               | 0               | -                  | -                  | -                  | -           | -           | -           | 28     | 0      |
| Totale Tirana           | Totale Tirana           | Totale Tirana           | 59         | 1          |                 | 24              | 0               |                    | 4                  | 0                  |             | 2           | 0           | 89     | 1      |
| 2015-2016               | Partizani Tirana        | KS                      | 24         | 0          | CA              | 3               | 0               | UEL                | 2                  | 0                  | -           | -           | -           | 29     | 0      |
| 2016-2017               | Partizani Tirana        | KS                      | 26         | 1          | CA              | 3               | 0               | UCL+UEL            | 3+1                | 0                  | -           | -           | -           | 33     | 1      |
| 2017-2018               | Partizani Tirana        | KS                      | 14         | 0          | CA              | 4               | 0               | UEL                | 1                  | 0                  | -           | -           | -           | 19     | 0      |
| 2018-2019               | Partizani Tirana        | KS                      | 14         | 0          | CA              | 4               | 0               | UEL                | 2                  | 0                  | -           | -           | -           | 20     | 0      |
| Totale Partizani Tirana | Totale Partizani Tirana | Totale Partizani Tirana | 91         | 1          |                 | 16              | 0               |                    | 9                  | 0                  |             | -           | -           | 116    | 1      |
| Totale carriera         | Totale carriera         | Totale carriera         | 248        | 12         |                 | 44              | 0               |                    | 13                 | 0                  |             | 2           | 0           | 307    | 12     |

## Palmarès

### Club

#### Competizioni nazionali
- Campionato albanese: 1

Partizani Tirana: 2018-2019
- Coppa d'Albania: 1

Tirana: 2011-2012
- Supercoppa d'Albania: 2

Tirana: 2011, 2012